# 黄陵街道
黄陵街道，是中华人民共和国山西省太原市小店区下辖的一个乡镇级行政单位。

## 行政区划
黄陵街道下辖以下地区：
教育学院社区、农科南路一社区、农科南路二社区、煤机社区、民航社区、北营社区、郑村社区、东峰社区、黄陵村、马练营村、窑子上村和五龙沟村。